# Højspændingsforbindelsen Kassø-Tjele
Højspændingsforbindelsen Kassø-Tjele er en 400 kV højspændingsforbindelse mellem Transformerstation Kassø (vest for Aabenraa) og Jævnstrømsstation Tjele (ved Foulum øst for Viborg). Undervejs passerer den Station Askær ved Brande, og Koblingsstation Revsing ved Vejen (med forbindelse til Esbjerg og 1400 MW kabel til England). Forbindelsen er i alt 174 km lang og drives af Energinet som betegner den som rygraden i det jysk-fynske eltransmissionsnet.
Forbindelsen blev i perioden 2012-2014 opgraderet fra en etsystemsledning med en kapacitet på ca. 1.150 MW til en tosystemsledning med en kapacitet på 2 x 1.800 MW eller i alt 3.600 MW. Den opgraderede forbindelse blev sat i drift 28. november 2014.
Hovedformålet med udbygningen af forbindelsen var at kunne udveksle overskudsproduktion af strøm med andre lande, bl.a. til og fra Norge via Skagerrak-forbindelserne ved Tjele. Især har udbygningen af elproduktionen fra vindmøller gjort det nødvendigt at kunne transportere strøm fra vindmøller, når det blæser meget og produktionen af vindmøllestrøm er høj, for at kunne udnytte energien.

## Master
Forbindelsen bæres af ca. 530 master af en ny type som er udviklet specielt til denne højspændingsforbindelse. Masterne kaldes eaglemaster og er etbenede rørmaster med traverser (tværbjælker) i to etager. Masterne er 44,5 m høje og 31 m brede ved traverserne. Rørene er lavet af cortenstål og traverserne af varmgalvaniseret stål.
Der blev i planlægningsfasen også lavet et andet forslag til mastetype, den såkaldte stealthmast med et rørskaft i rustfrit stål. De fleste vurderinger af design og landskabspåvirkning foretrak stealthmasten frem for eaglemasten, men stealthmasten blev fravalgt da den rustfrie stål på masten er tre gange så dyr som varmgalvaniseret stål. Derudover ville der være en risiko for at der kom træthedsbrud, da skaft og traverser i stealthmasten var samlede i et enkelt knudepunkt der ville blive hårdt belastet, og mastens stive konstruktion ikke ville dæmpe mekaniske svingninger tilstrækkeligt.

## Miljø- og sundhedsmæssige tiltag
Tre steder med særlige natur- og landskabsforhold føres forbindelsen gennem jordkabler. Det er ved Gamst Søenge ved Vejen, Bølling Sø ved Engesvang og Nørreådalen ved Viborg.
Ved valg af mastertype og ledningsophæng har man lagt vægt på at minimere magnetfeltet omkring forbindelsen. Der bruges også 3 ledere pr. fase hvilket skulle reducere støjen fra ledningerne i fugtigt vejr.

## Økonomi
Prisen for den opgraderede forbindelse som blev anlagt fra 2012 til 2014 var ca. 10 millioner pr. km luftledning og ca. 30 millioner kr. pr. km kabel. Dertil kom desuden ca. 40 millioner kr. pr. kabelstrækning for to kabelovergangsstationer.
I alt var det nye anlæg budgetteret til at koste 2,5 milliarder kr. i 2010-priser hvis hele forbindelsen blev lavet med luftledningen, og 2,9 milliarder kr. hvis der blev anvendt korte jordkabler ved 4 miljømæssige fokusområder (Gamst Søenge, Billund, Bølling Sø og Nørreådalen). Man endte med at bruge jordkabel i 3 af de 4 områder, ved Billund flyttede man i stedet linjeføringen længere vest for byen. Energinet anslog i 2010 at projektet i sammenhæng med udbygning af udlandsforbindelserne til Norge, Tyskland og Holland ville give en samlet samfundsøkonomisk gevinst på 1,7 milliarder kr. for en ren luftledningsforbindelse eller 1,3 milliarder ved jordkabler ved de 4 miljømæssige fokusområder. Gevinsten skyldes minimering af interne flaskehalse og nettab og en bedre udnyttelse af vindenergi.

## Den første højspændingsforbindelse Kassø-Tjele
Forbindelsen blev først bygget i 1965 som en forbindelse Kassø-Vejen-Tjele-Års. Forbindelsen var fra starten bygget til at kunne bruge 400 kV, men blev fra starten drevet med 150 kV. 20. december 1978 blev spændingen på strækningen Kassø-Tjele forhøjet fra 150 kV til 400 kV.
Den første 400 kV-forbindelse Kassø-Tjele havde en kapacitet på 1.150 MW. Linjeføringen fra 1965 var hovedsageligt som ved den nuværende forbindelse der blev opført med en afstand på 40 m enten øst eller vest fra den første forbindelse. Den gamle og den nye forbindelse krydsede hinanden 17 steder. Den samlede længde for den gamle forbindelse var 172,3 km. Den var lavet med luftledninger hele vejen og havde 505 tobenede gittermaster (H-master) med en højde op til 35 m. Afstand mellem masterne var på 380 m i gennemsnit. Det var noget længere end ved den nuværende forbindelse som har en afstand på ca. 330 m mellem masterne i gennemsnit. Den nuværende forbindelse kunne også have haft et længere spænd, men ville kræve betydeligt større og kraftigere master end dem der anvendes nu, da den nuværende forbindelse har to systemer mod før kun et, og masterne derfor skal bære en tungere vægt med flere ledninger. Den gamle forbindelse blev nedtaget efter den nye forbindelse var sat i drift.